# Eilema japonica
Eilema japonica là một loài bướm đêm thuộc phân họ Arctiinae, họ Erebidae.